# Eois perstrigata
Eois perstrigata är en fjärilsart som beskrevs av W. Warren 1907. Eois perstrigata ingår i släktet Eois och familjen mätare. Inga underarter finns listade i Catalogue of Life.